# Gorno Hărsovo
Gorno Hărsovo (în bulgară Горно Хърсово) este un sat  în Obștina Blagoevgrad, Regiunea Blagoevgrad, Bulgaria.

## Demografie
Componența etnică a satului Gorno Hărsovo
     Bulgari (100%)
     Nicio identificare (0%)
     Altele (0%)
La recensământul din 2011, populația satului Gorno Hărsovo era de 78 locuitori. Din punct de vedere etnic, majoritatea locuitorilor (100,0%) erau bulgari. Pentru 0,0% din locuitori nu este cunoscută apartenența etnică.